# التبين
التبين هي من مدن الثغور المصريين القدماء، وردت في جغرافية أميلينو وأحد أحياء محافظة القاهرة بالمنطقة الجنوبية، كانت من قبل تابعة لمحافظة حلوان وقد ظلت تابعة لمحافظة الجيزة حتى عام 1989.

## تاريخ

### قديم
- وردت التبين في جغرافية أميلينو

 أنها من القرى القديمة الفرعونية، ذكر أميلينو في جغرافيته قرية باسم "Tahbin"، قال: «وقد بحث عنها فلم يستدل عليها لاختفاء اسمها. وبالبحث تبين لي: أن Tahbin هو الاسم القبطي لقرية التبين هذه، ووردت في التحفة من أعمال الأطفيحية بجوار بلاد المركز المذكور. وهى عبارة عن كفرين بينهما نحو مائة وثلاثين مترا، وأبنيتها من أطواف الطين ودبش الاحجار الصغيرة واللبن والآجر وأكثرها على دور واحد، وفيها نخيل ومسجدان واكثر اهلها مسلمون، وتكسبهم من بيع الجبس الذى يجلبونه من الجبل ومن زرع الحبوب والذرة الشامى».
وذكر أيضاً «ومن حوادثها أن ياسين بيك أحد امراء المماليك العصاة نزلها ونهبها وفعل فيها الأفاعيل، وكذا فعل بما جاورها من القرى».

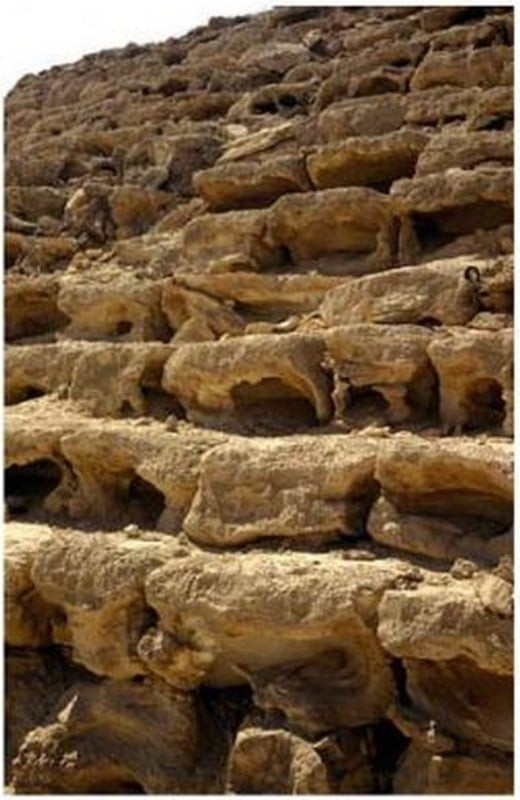
سد الكفرة

- من المعالم السياحية سد الكفرة  هو سد ردمي على وادي القرعاوي على بعد 10 كم جنوب شرق حلوان وشرق التبين. تم بناء السد في النصف الأول من الألفية الثالثة قبل الميلاد من قبل المصريين القدماء للسيطرة على الفيضانات وهو أقدم سد بهذا الحجم في العالم.[4] وأول سد مائى في التاريخ تم انشئه بوادى جراوى جنوب التبين بعصر من قبل الأسرات.

### حديث
كانت التبين تابعة للجيزة، وفي سنة 1905 صدر قرار بإلحاقها بمركز الصف، لوقوعها على الشاطئ الشرق للنيل، ثم ألحقت بحلوان، وتم فصله عن حي حلوان سنة 1990، وأصبحت حي التبين و 15 مايو ثم انفصل حي 15 مايو عن حي التبين سنة 2001 وظلت تابعة لمحافظة حلوان الي أن تم الغاء المحافظة وأصبحت تابعة لمحافظة القاهرة حتي الآن.

## المؤسسات
من الشركات

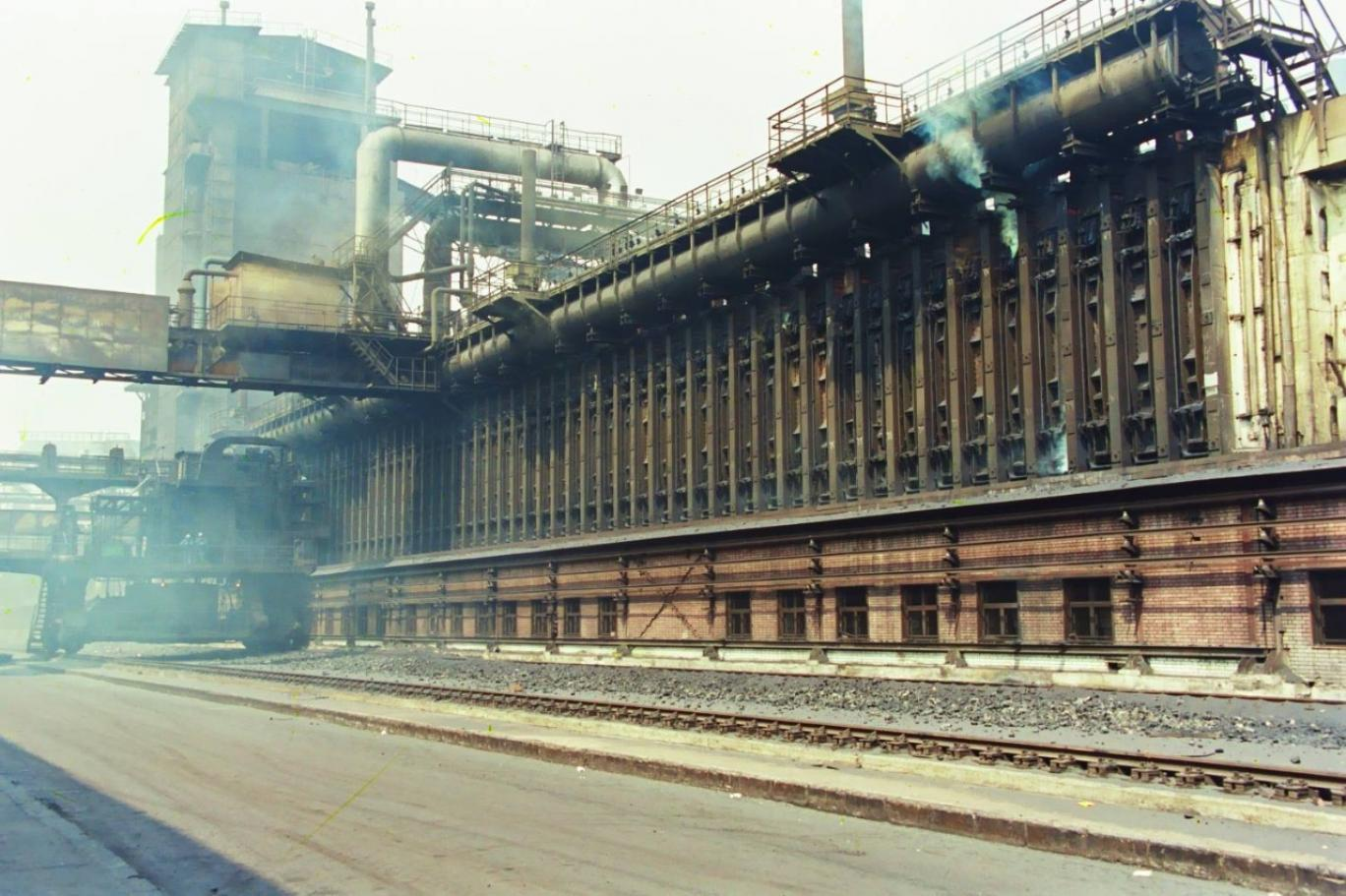
شركة النصر لصناعة الكوك بالتبين

تعتبر التبين من المدن الصناعية الكبرى بها العديد من الشركات والمصانع مثل:
من المصانع

- شركة الحديد والصلب المصرية كانت من كبرى شركات الحديد في الوطن العربي . (أغلقت عام 2021)[7]
- الشركة القومية للأسمنت .(قامت الحكومة المصرية بتصفيتها عام 2019)[8]
- شركة أسمنت حلوان .
- شركة النصر لصناعة الكوك .(في سبتمبر 2022 قررت الجمعية العامة غير العادية، لشركة النصر لصناعة الكوك، تصفية أعمال الشركة)[9]
- الشركة المصرية للمعادن .
- شركة حلوان للأسمدة .

من المعاهد البحثية;
- مركز بحوث وتطوير الفلزات، ويدرس به طلبة جامعة حلوان.[10]

- معهد التبين للدراسات المعدنية.

مدارس;

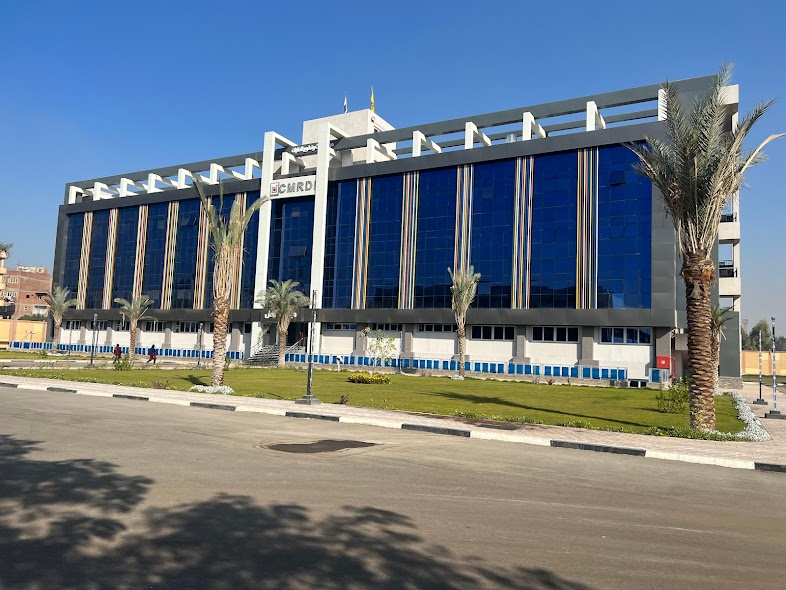
مركز بحوث وتطوير الفلزات

تحتوي علي العديد من المدارس في مراحل التعليم المختلفة من روضة الحضانة حتي الثانوية العامة والصناعية .

## الجغرافيا
المساحة;

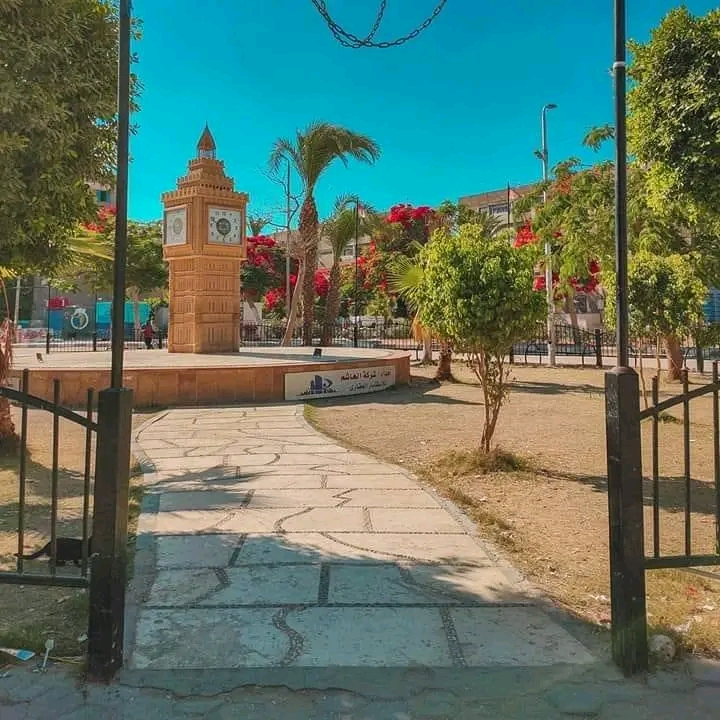
ميدان الساعة بالتبين

تبلغ المساحة الكلية : 431.1 كم2 والمساحة المأهولة : 4.895 كم2
الحدود الإدارية للحي;
الحد الشرقي : ظهير صحراوى .
الحد الغربى :نهر النيل .
الحد الشمالى : مدينة حلوان و15 مايو .
الحد الجنوبي :فى الجنوب مركز الصف الجيزة.

## المواصلات

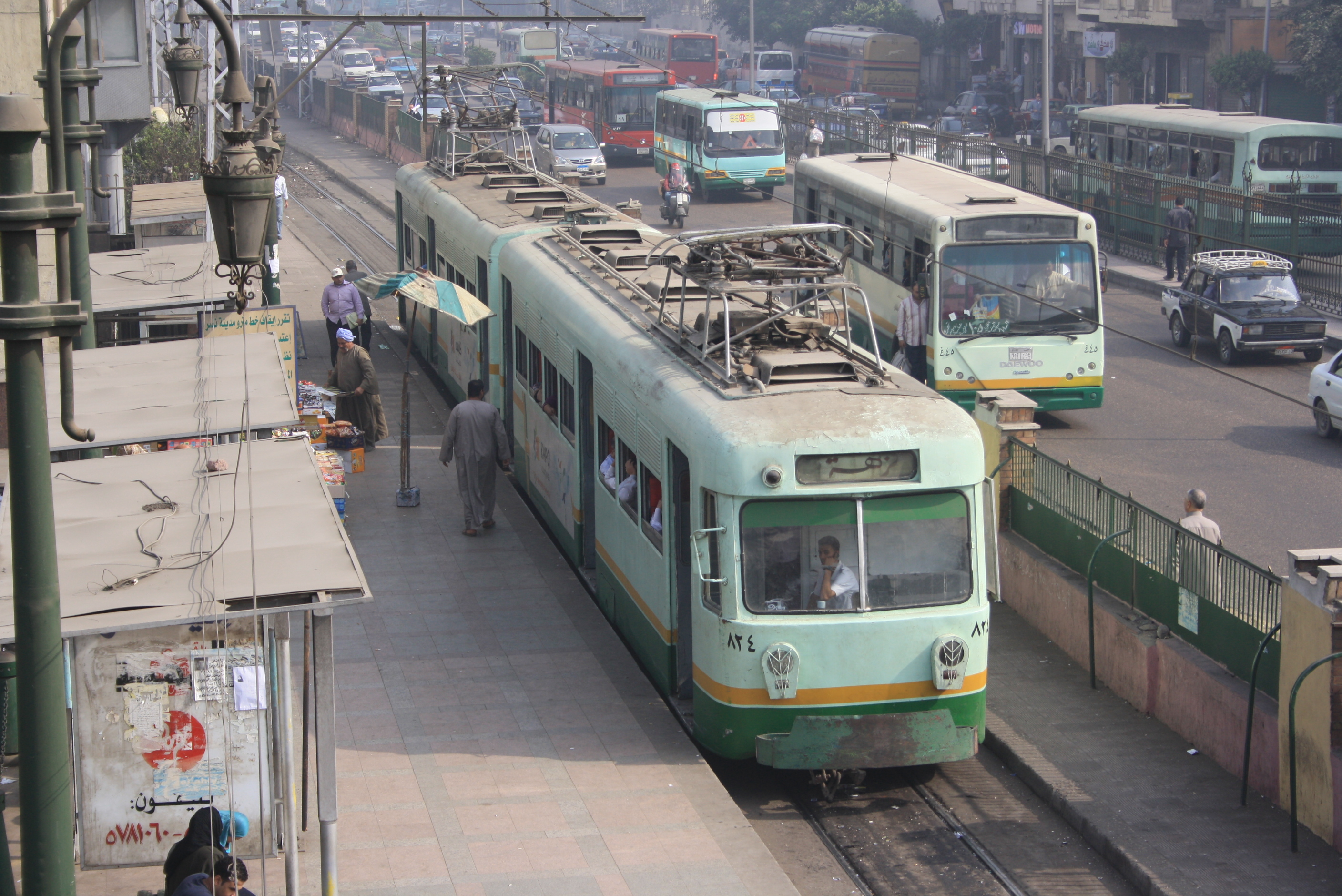
ترام حلوان في 2009

شبكة المواصلات بالمدينة خطوط حافلات هيئة النقل العام الي مناطق مختلفة وموقف سرفيس.
الترام
يعود تاريخ ترام القاهرة أو ترام حلوان إلى ثمانينات القرن الماضي، حينما قررات الحكومة وقتها إنشاء خط لترام ليقوم بتوصيل العمال الي المناطق الصناعية داخل المدينة ومن تلك الخطوط ذلك الخط الذي يربط بين حلوان والتبين لخدمة منطقة مصانع الحديد والصلب.
وقد بدأ العمل في هذا الخط عام 1979.
وكان من أهم وسائل المواصلات التي كانت تخدم عمال المصانع بحلوان, إلا أن يد الإهمال أصابته بالأعطال نتيجة عدم الصيانة الدورية له, مما جعل العمال يلجأون إلي استخدام وسائل مواصلات بديلة.
كان مسار الترام منطقتين هما مدينتي التبين و15 مايو كان الترام يمر بـ 20 محطة تبدء من 15 مايو وتمر بحلوان حتي تصل الي التبين، وشهد انكماشاً في عدد المحطات إلي أن توقف بعد ثورة 25 يناير، نتيجة أعمال السرقة التي لاحقت به من سرقة أعمدة التشغيل، والكابلات والخطوط الخاصه به.

## مشاكل المدينة

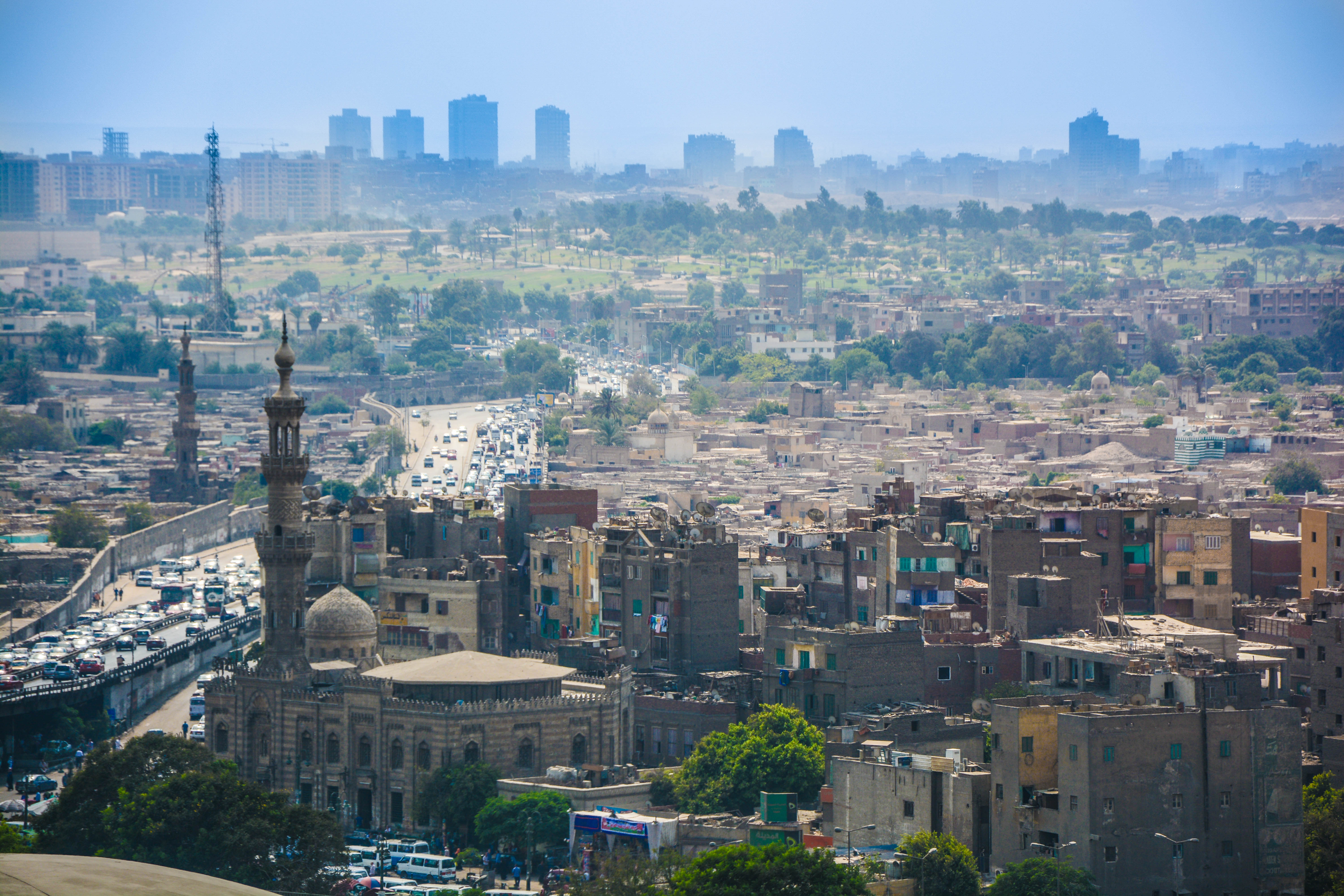
العشوائيات في القاهرة

تعد مشكلة العشوائيات من مشكلات المدينة التي ازدادت أوضاعها مع الزيادة السكانية التي شهدتها المدينة منذ التسعينات ومشاكل التلوث من أدخنة للمصانع هناك، والتي قلت حالياً بعد إغلاق العديد من المصانع والشركات بالمنطقة.

## السكان والمناطق
السكان

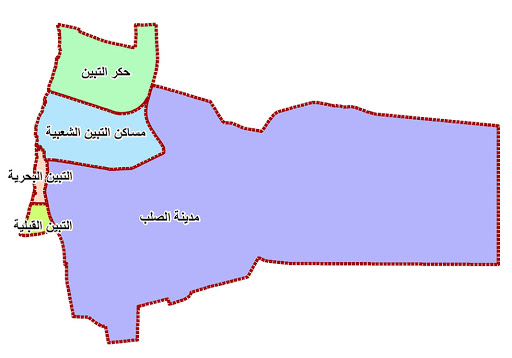
ضواحي حي التبين

مدينة التبين ذات تعداد سكاني منخفض نسبياً، فقد بلغ عدد سكانها 73385 نسمة حسب الإحصاء الرسمي لعام 2018، منهم 36,964 ذكور، و36421 إناث.
وطبيعية السكان هم اصل التبين نفسه قديما أو المهاجرين من المحافظات المختلفة ليعملوا في قطاع الحديد والصلب والكوك والمصانع المختلفة بالمدينة.
الشياخات
يتكون حى التبين من ضواحي وشياخات هي:
- التبين البحرية .
- التبين القبلية .
- حكر التبين .
- مدينة الصلب .
- مساكن التبين الشعبية .

## معرض الصور

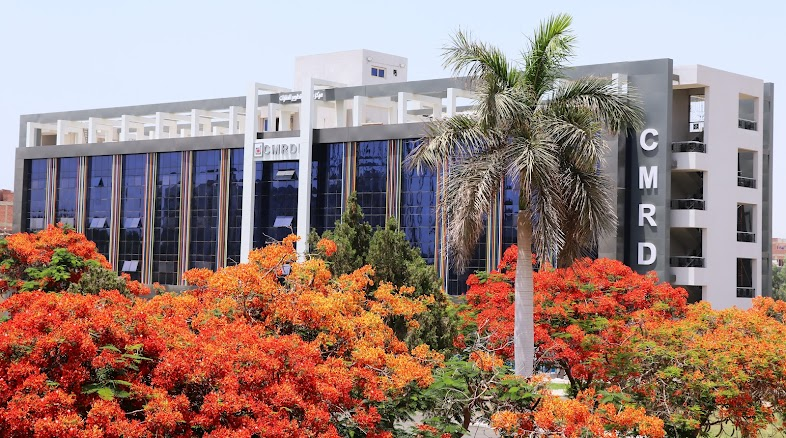
مركز بحوث وتطوير الفلزات

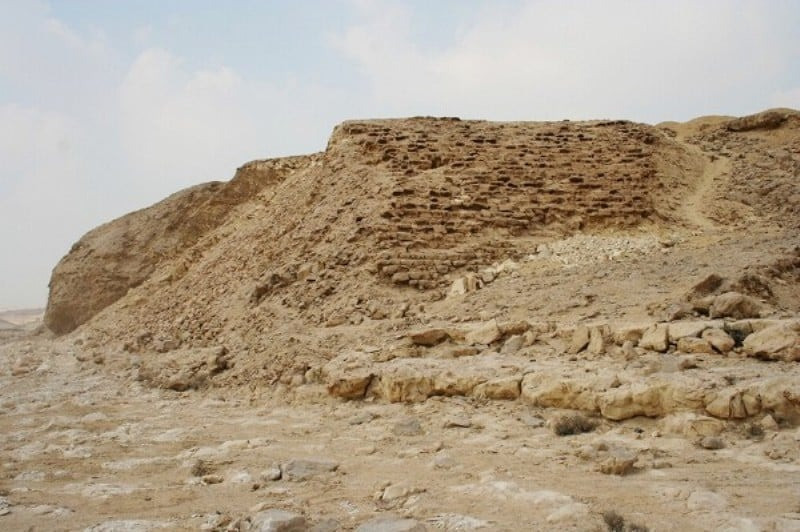
سد الكفرة

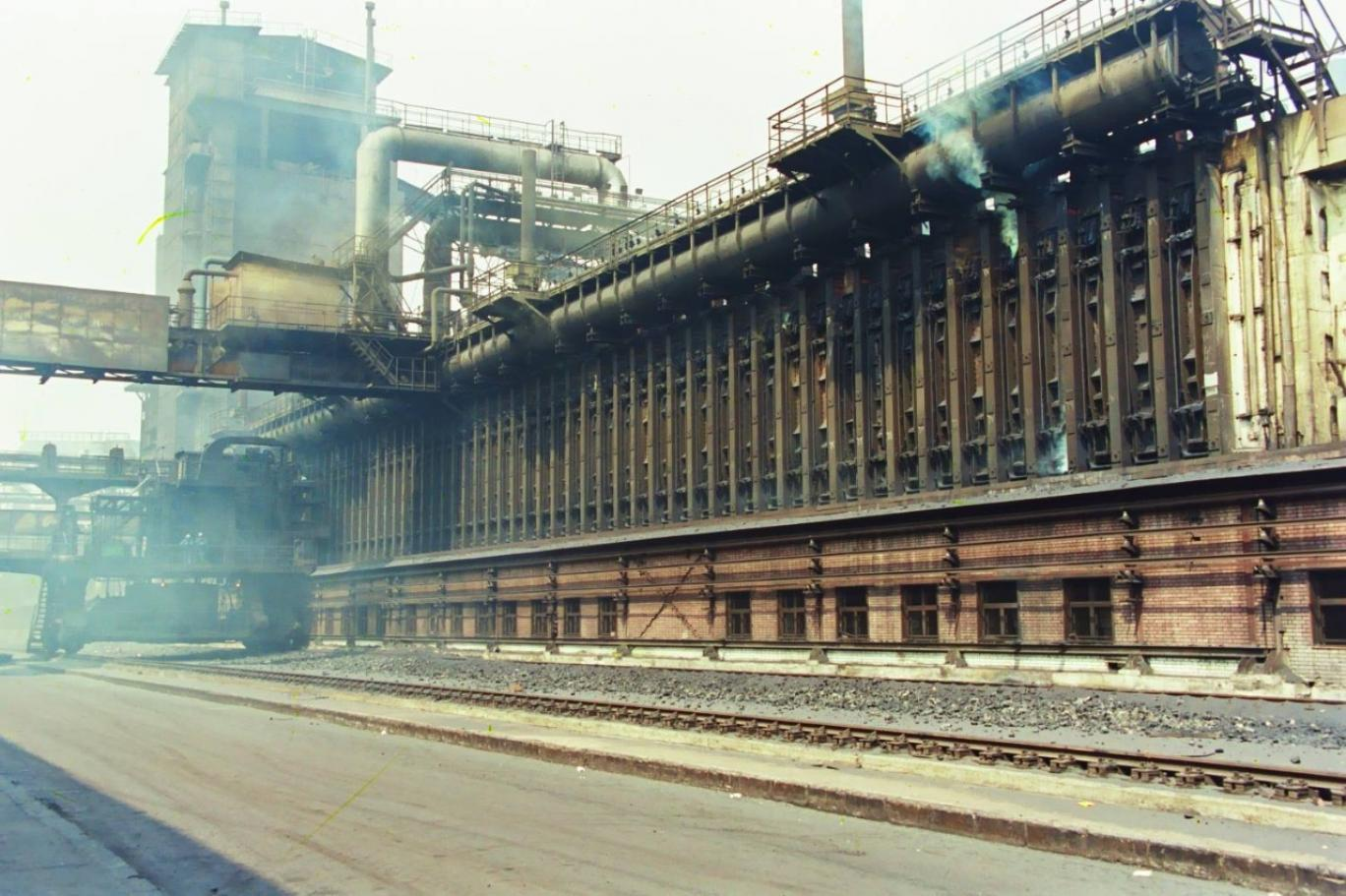
شركة الكوك بالتبين

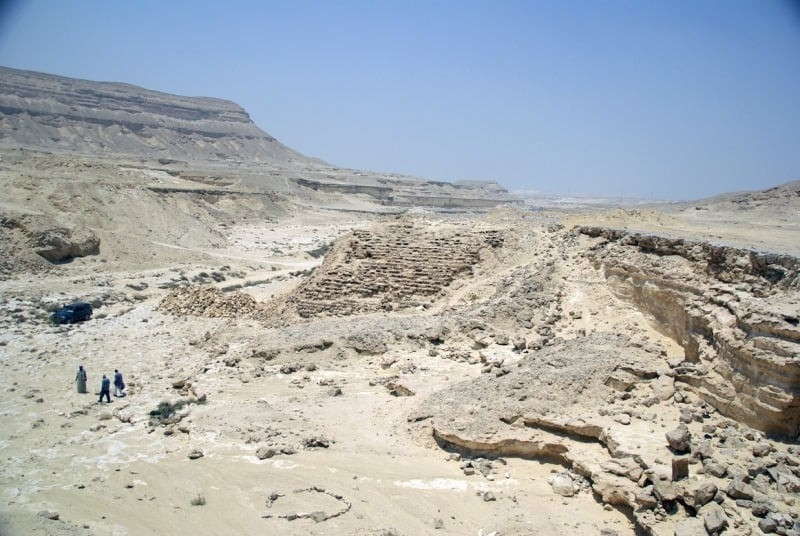
سد الكفرة

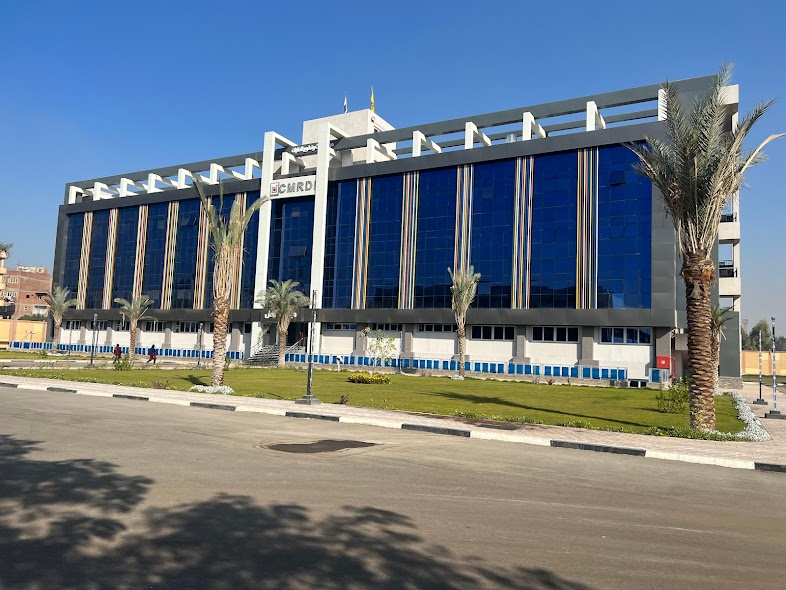
مركز بحوث وتطوير الفلزات

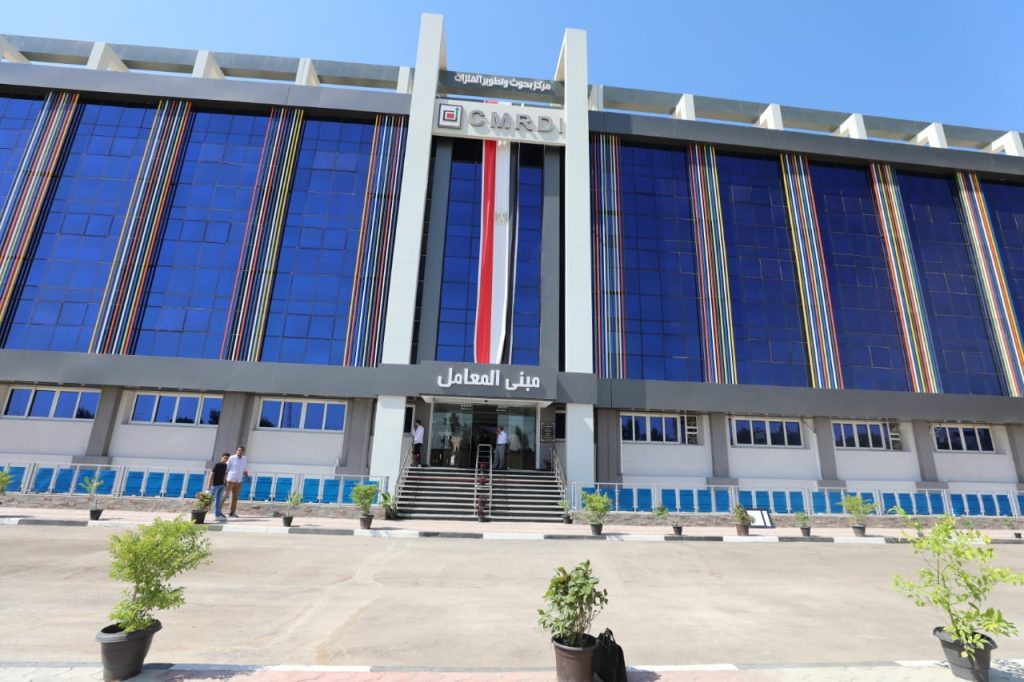
مبني المعامل مركز بحوث وتطوير الفلزات

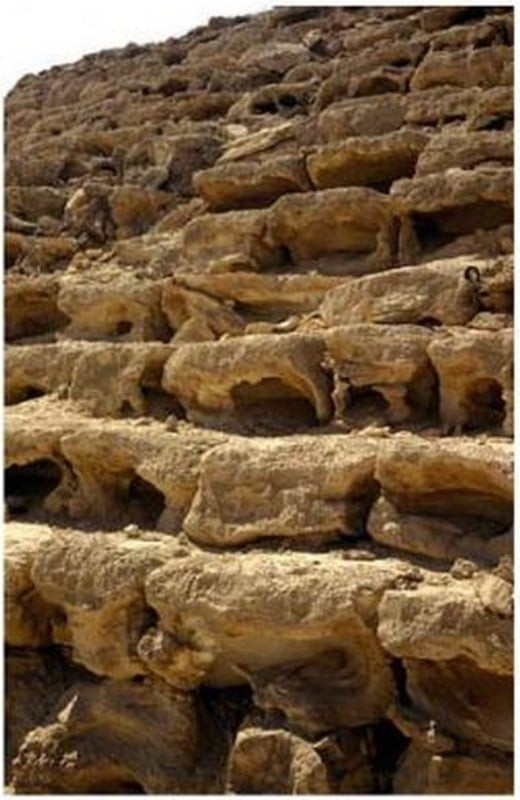
سد الكفرة